# Varangerhalvøya nationalpark
Varangerhalvøya nationalpark ligger på en halvø i kommunerne Båtsfjord, Nesseby, Vadsø og Vardø, i den østlige del af  Troms og Finnmark fylke i Norge. Parken blev oprettet i 2006 og er på 1804,1 km².
I nationalparken findes blandt andet rensdyr, jærv og polarræv; den sidste  er en af de mest truede dyrearter i Norge.  Et specielt program baseret på en reduktion af antallet af den dominerende røde ræv viser (i  2008) stor gavn for bestanden af polarræv. 